# Rádio Sul Fluminense
Rádio Sul Fluminense é uma emissora de rádio brasileira de Barra Mansa, Rio de Janeiro. Transmite sua programação em 96.1 MHz. 

## História
Entrou em funcionamento em 28 de dezembro de 1944, sendo a primeira rádio instalada no interior do estado do Rio de Janeiro. Em 1949, o colunista Hélio Miranda de Abreu, da Revista do Rádio, destacava a audiência da emissora.
| “ | A Rádio Sul Fluminense, de Barra Mansa, é a emissora mais ouvida nessa cidade. Recentemente, estivemos em Barra Mansa, e pudemos observar a simpatia que o povo desse município acompanha as audições da ZYJ-2 | ” |

Em 1979 entrou no ar a Sul Fluminense FM. A emissora esteve sob administração de Feres Nader. Em 2015,  foi adquirida por um grupo de empresários, entre eles o radialista Dario de Paula e o empresário e ex-prefeito de Volta Redonda, Gottardo Lopes Neto. A emissora se desligou do Sistema Sul Fluminense de Comunicação, onde permaneceram as rádios Sociedade FM e Cidade do Aço FM, de Barra Mansa.
Dario de Paula retornou à Rádio Sintonia do Vale em 2021, embora continuasse sócio minoritário da Sul Fluminense. 

Em 2022, a emissora encerrou as transmissões na frequência 1390 kHz, permanecendo apenas a sintonia em 96,1 MHz em FM.. 